# Lester B. Granger

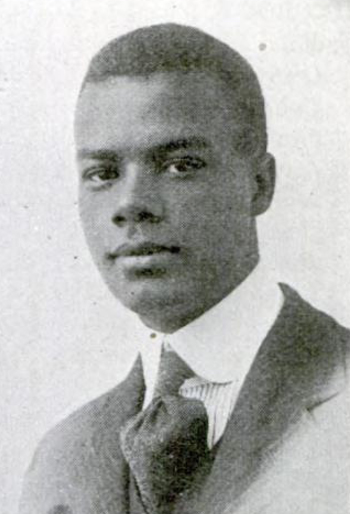
Lester Granger (1918)

Lester Blackwell Granger (* 16. September 1896 in Newport News; † 9. Januar 1976 in Alexandria) war ein US-amerikanischer Bürgerrechtler. Er war von 1941 bis 1961 der Vorsitzende der National Urban League (NUL).

## Leben
Granger war der Sohn des auf den Barbados geborenen Arztes William Randolph Granger und dessen Frau, der Lehrerin Mary L. Turpin Granger. Er studierte am Dartmouth College Wirtschaftswissenschaften und machte 1918 seinen Abschluss. Der in der amerikanischen Gesellschaft weit verbreitete Rassismus verhinderte ihm jedoch die geplante Karriere als Banker. Nachdem er während des Ersten Weltkrieges im US-Heer als Leutnant der Feldartillerie gedient hatte, arbeitete er als Lehrer in North Carolina und später als Sozialarbeiter in New Jersey.
Bald nach Ende des Ersten Weltkrieges entschied Granger, sich für die Bürgerrechtsbewegung einzusetzen und Mitglied der National Urban League zu werden. Er erfüllte im Laufe der Jahre mehrere Funktionen dieser Organisation, u. a. war er industrial relations officer in Newark, organisierte den Zweig der NUL in Los Angeles und trug zur Zeitung der NUL bei, dem Opportunity Magazine. 1940 wurde er der stellvertretende Vorsitzende der NUL und schließlich, 1941, der Vorsitzende (national executive secretary) der NUL. Unter seiner Führung galt sie als einer der konservativeren Bürgerrechtsorganisationen. Statt auf konfrontativen Massenprotest zu setzen, fokussierte sich Granger auf die damaligen Methoden der wissenschaftlichen Sozialarbeit und darauf, Kontakte zum Establishment zu knüpfen. Für ihn waren „Emotionalismus“ und einfache, unbedachte Slogans eine Gefahr, die Demagogie den Tür öffnete. Stattdessen versuchte er, die Schwarzen zu bilden und ihnen so den Weg zum Bürgerrecht frei zu machen. Ihm und der NUL wurden daher mehrfach vorgeworfen, die Interessen der einfachen Afroamerikaner aus den Augen verloren zu haben und keinen echten Wandel bewirken zu können. Ein weiterer Kritikpunkt war Grangers Mitgliedschaft in der Republikanischen Partei.
Während des Zweiten Weltkrieges war er Berater des Marineministers James Forrestal und setzte sich für die Abschaffung der Rassentrennung im Militär ein. Er wurde 1946 mit der Distinguished Civilian Service Medal und 1947 mit der Medal for Merit ausgezeichnet. Des Weiteren war Granger Präsident der National Conference of Social Work und der International Conference of Social Work.
Granger zog sich 1961 vom Vorsitz der NUL zurück; sein Nachfolger wurde Whitney Young. Er lehrte noch einige Jahre an der Dillard University und verstarb 1976.